# Torta Cristina

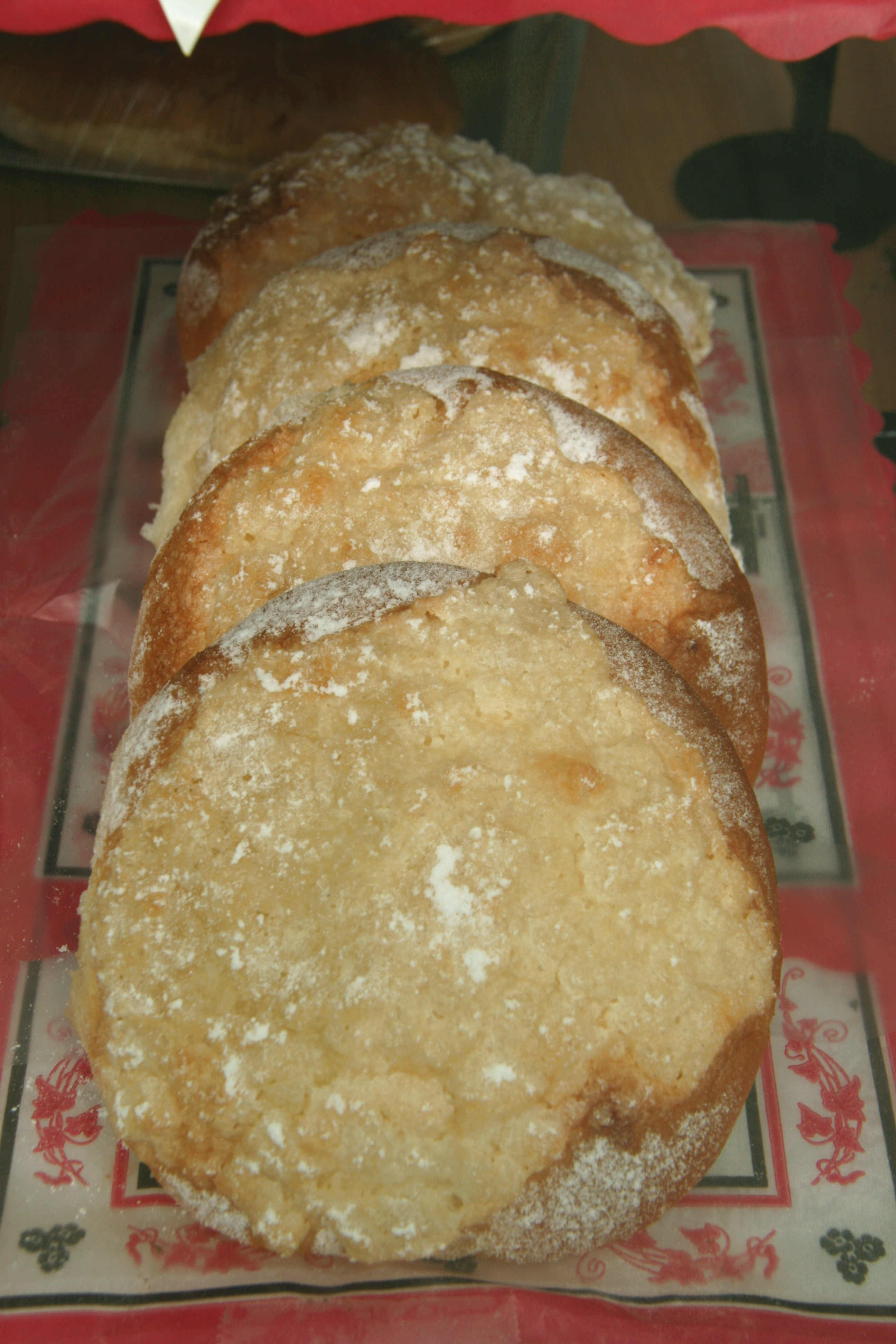
Tortas Cristina.

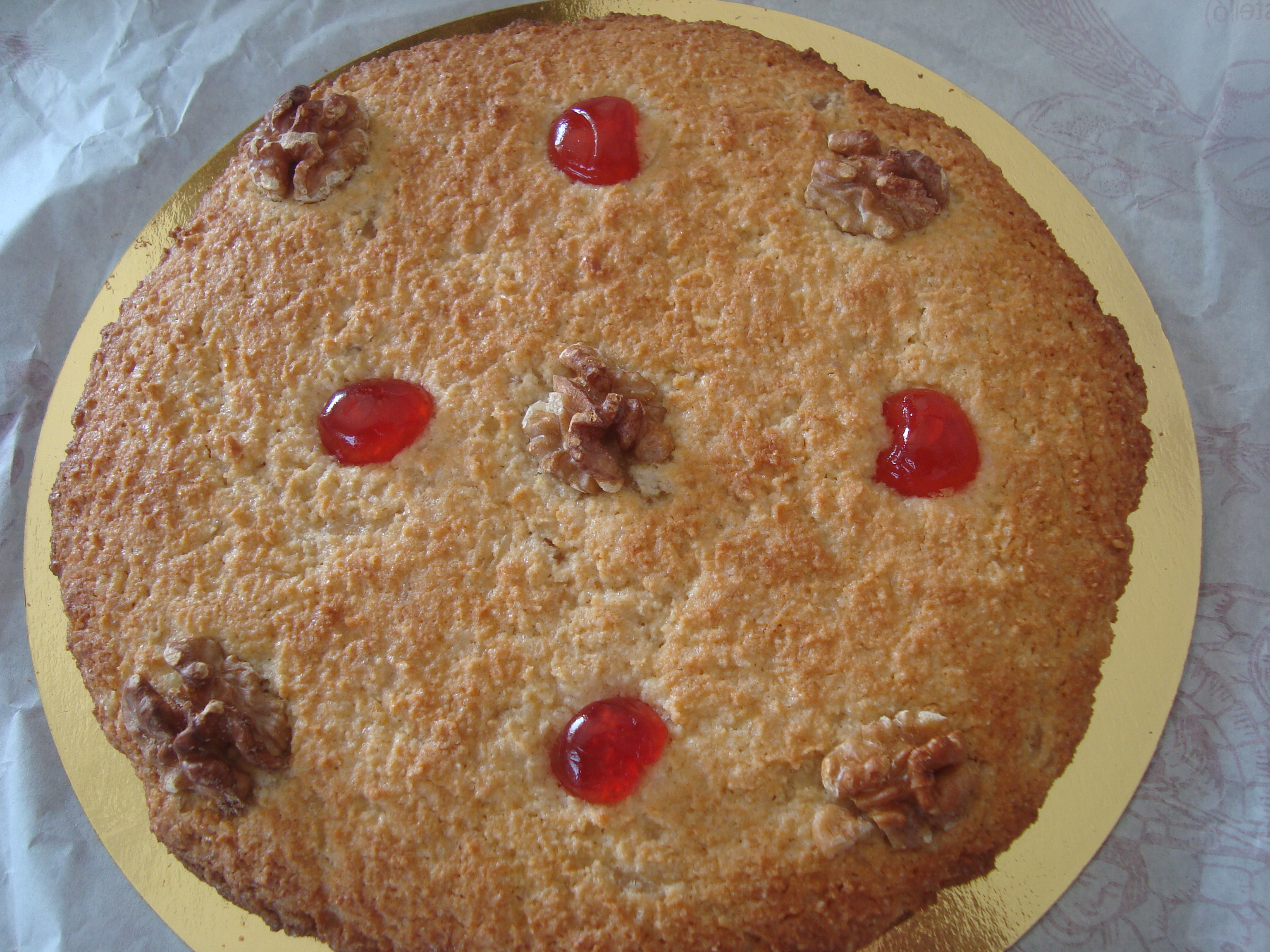
Coca Cristina.

La Torta Cristina (Coca Cristina en valenciano) es un dulce típico valenciano hecho con huevos, azúcar, almendra molida y ralladura de limón. 

## Características
Se presentan sobre una oblea, teniendo forma circular con unos diez centímetros de radio y debido a no llevar levadura apenas un centímetro de altura. Se espolvorean con azúcar antes de hornear para que se dore, existiendo variantes a las que se le añade trozos de nueces e incluso calabaza en la masa. Se hace tradición por el día que cae Santa Cristina.